# Cây cọ Phục Sinh

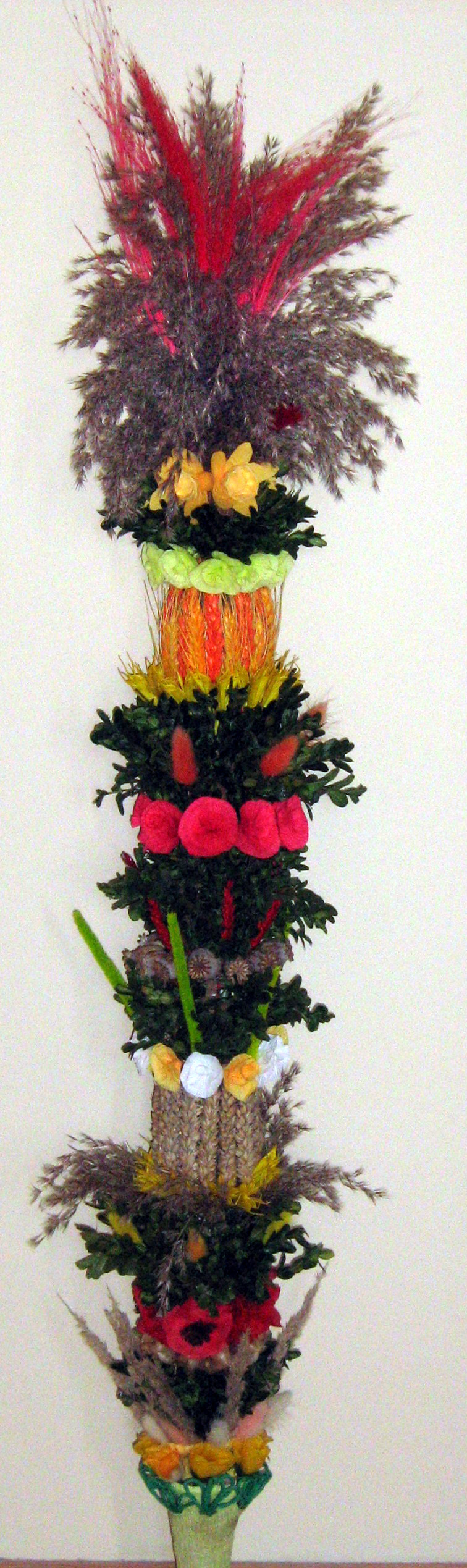
Cây cọ Phục sinh

Cây cọ Phục Sinh (tiếng Ba Lan là Palma wielkanocna) là trang trí truyền thống biểu tượng của lễ Phục Sinh ở Ba Lan, chúng được làm từ một cành cọ, hoặc cành liễu, hoặc một bó các cành, lá cây sậy khô và tươi kết hợp với nhau, ngày nay các sản phẩm nhân tạo khá phổ biến. Cây cọ Phục Sinh được chuẩn bị trước lễ Phục Sinh 1 tuần để tưởng nhớ Chúa Giêsu vào Jerusalem và cầu mong được ban phước trong lễ kỷ niệm của ngày Chúa Nhật Lễ Lá.